# Буси сёги
Бу́си сёги (яп. 武士将棋 «самурайские шахматы») —— вариант игры сёги, созданный в 2000 году немецким лингвистом, профессором Цюрихского университета Георгом Дюнкелем. Игра рассчитана на двоих игроков. В набор входит доска 1х2 клетки и две фигуры в форме кубов с различными символами на гранях. Данную игру можно отнести к классу казуальных игр с кубиком.

## Фигуры
Набор включает два идентичных кубика, на гранях которых изображены 2 или 4 японских иероглифа: самурай и один меч (или 3).
|    | 刀   |    |
| 刀 | ▲    | 刀 |
|    | 武士 |    |

|  | 武士 |
|  | ▼    |
|  | 刀   |

|    | 武士 |  |
| 刀 | ▼    |  |
|    |      |  |

|  |      |    |
|  | ▲    | 刀 |
|  | 武士 |    |

|      |   |    |
| 武士 | ► | 刀 |
|      |   |    |

|  | 武士 |    |
|  | ▼    | 刀 |
|  |      |    |

## Подготовка к игре
В начале игры доска пуста. Первым ходом чёрные кладут своего самурая на единственный чёрный квадрат поля так, как они пожелают (за исключением положения, при котором меч изначально направлен на противника). Соперник делает то же самое на единственной белой клетке.

## Ходы
Игрок каждый ход может повернуть своего самурая одним из следующих способов(во всех случаях стороны куба рассматриваются с точки зрения соперника):
- Повернуть куб на 90° по вертикальной оси
- Повернуть куб вперёд, иными словами, повернуть куб на 90° так, чтобы верхняя сторона стала фронтальной
- Повернуть куб слева, иными словами, повернуть куб на 90° так, чтобы левая сторона стала верхней
- Повернуть куб справа, иными словами, повернуть куб на 90° так, чтобы правая сторона стала верхней

Если меч игрока направлен на противника, происходит «шах». Если шах происходит, когда меч противника не направлен на самурая, противник вынужден повернуть свой куб. Если меч противника уже был направлен на вражеского самурая, то вместо обычного хода требуется повернуть куб в направлении взгляда своего самурая(взгляд самурая — направление от иероглифа самурая к центру стороны, на которой он находится). Если шах произошёл, когда оба самурая смотрят друг на друга, направив в направлении взгляда мечи, происходит мат. При мате побеждает игрок, на чьём ходу поставлен мат.